# Ochthebius legionensis
Ochthebius legionensis är en skalbaggsart som först beskrevs av Franz Hebauer och Valladares Diez 1985.  Ochthebius legionensis ingår i släktet Ochthebius och familjen vattenbrynsbaggar. Inga underarter finns listade i Catalogue of Life.